# Lijst van roeiverenigingen in België
In België zijn diverse roeiverenigingen actief.
| Naam                                                                              | Plaats                       |
| --------------------------------------------------------------------------------- | ---------------------------- |
| Akhenaton Roeischool                                                              | Humbeek en Jette             |
| Antwerpse Roeivereniging (ARV)                                                    | Heindonk                     |
| Brugse Trim- en Roeiclub (BTR)                                                    | Dudzele                      |
| Royal Centre Nautique de Visé (RCNV)                                              | Visé/Wezet                   |
| Cercle des Régates de Bruxelles, Société royale (CRB)                             | Anderlecht                   |
| Club d'aviron "Les 3Y" de Seneffe (Les 3Y)                                        | Seneffe                      |
| Gentse Roei- en Sportvereniging (GRS)                                             | Gent                         |
| Koninklijke Roei- en Nautische Sport Oostende (KRNSO)                             | Oostende                     |
| Koninklijke Roeivereniging Brugge (KRB)                                           | Brugge                       |
| Koninklijke Roeivereniging Club Gent (KRCG)                                       | Gent                         |
| Koninklijke Roeivereniging Sport Gent (KRSG)                                      | Gent                         |
| Roeiteam Scheldeland (Roeicentrum Scheldevallei)                                  | Wichelen Berlare Dendermonde |
| Roeivereniging Nautilus Vilvoorde (RNV)                                           | Vilvoorde                    |
| Royal Antwerp Rowing Club/Koninklijke Antwerpse Watersport Vereniging (RARC-KAWV) | Wijnegem                     |
| Royal Club Nautique de Tournai (RCNT)                                             | Doornik                      |
| Royal Cercle Atléthique des Etudiants Liège (RCAE)                                | Luik                         |
| Royal Sport Nautique de Bruxelles (RSNB)                                          | Brussel                      |
| Royal Sport Nautique de la Meuse (RSNM)                                           | Luik                         |
| Société Royale Union Nautique De Bruxelles (UNB)                                  | Brussel                      |
| Société Royale Union Nautique de Liège (UNL)                                      | Luik                         |
| Sport Nautique Universitaire de Bruxelles (SNUB)                                  | Brussel                      |
| StudentenRoeien Gent (SRG)                                                        | Gent                         |
| The OAR - Open Antwerpse Roeivereniging                                           | Emblem                       |
| Trimm-en Roei Toss '80 Hazewinkel (TRT)                                           | Heindonk                     |
| Union Nautique de Bruxelles (UNB)                                                 | Brussel                      |
| Vereniging Veteranen Roeiers (VVR)                                                | Gent                         |